# Nordfläta
Nordfläta (Hypnum holmenii) är en bladmossart som beskrevs av Hisatsugu Ando 1994. Nordfläta ingår i släktet flätmossor, och familjen Hypnaceae. Enligt den finländska rödlistan är arten nära hotad i Finland. Arten är reproducerande i Sverige. Artens livsmiljö är fjällklippor, block- och stenmarker. Inga underarter finns listade i Catalogue of Life.